# Liriomyza infuscata
Liriomyza infuscata är en tvåvingeart som beskrevs av Erich Martin Hering 1926. Liriomyza infuscata ingår i släktet Liriomyza och familjen minerarflugor.
Artens utbredningsområde är Tyskland. Inga underarter finns listade i Catalogue of Life.